# Jonathan Ligali
Jonathan Ligali est un footballeur franco-béninois, né le 28 mai 1991 à Montpellier (Hérault). Il évolue au poste de gardien de but.
Il remporte la coupe Gambardella en 2009 avec le Montpellier HSC et termine quatrième de la coupe du monde des moins de 20 ans avec l'équipe de France des moins de 20 ans en Colombie lors de l'édition 2011.

## Biographie
Jonathan Ligali commence le football au SC Jacou en 1998, puis rejoint en 2003 le centre de formation du Montpellier HSC. Évoluant au poste de gardien de but, il intègre le centre de formation du club et débute en CFA 2 avec l'équipe réserve en 2008-2009. La même saison, il remporte avec les juniors du club la coupe Gambardella. Il intègre alors l'équipe de France des moins de 19 ans. En 2011, il est sélectionné en équipe de France des moins de 20 ans pour disputer la coupe du monde des moins de 20 ans que les jeunes français terminent à la quatrième place.
Il signe son premier contrat pro en juillet 2011. Le 1er décembre 2012, il participe pour la première fois à un match de Ligue 1, à la suite des forfaits de Geoffrey Jourdren et de Laurent Pionnier, en gardant les buts du Montpellier HSC qui affronte l'Olympique lyonnais au stade de Gerland,. Le 4 décembre 2012, René Girard choisit de l'aligner à domicile, face au FC Schalke 04 en Ligue des champions (1-1).
En août 2017, il est prêté sans option d'achat à l'USL Dunkerque, club de National.

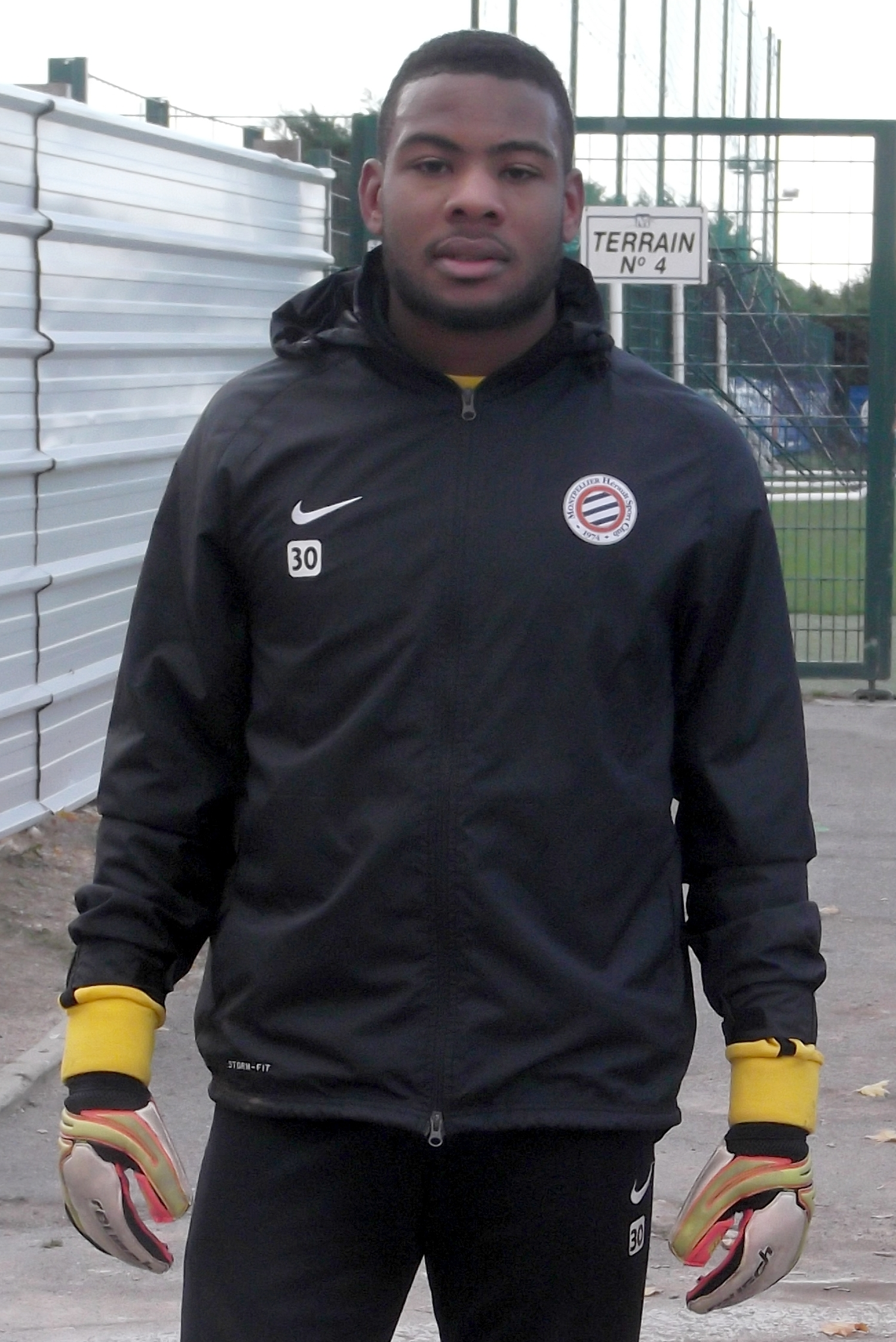
Jonathan Ligali.

## Statistiques
Le tableau ci-dessous résume les statistiques en match officiel de Jonathan Ligali depuis le début de sa carrière.

| Saison                | Club                  | Championnat           | Championnat | Championnat | Coupe(s) nationale(s) | Coupe(s) nationale(s) | Compétition(s) continentale(s) | Compétition(s) continentale(s) | Compétition(s) continentale(s) | Total | Total |
| Saison                | Club                  | Division              | M.          | B.          | M.                    | B.                    | Comp.                          | M.                             | B.                             | M.    | B.    |
| 2012-2013             | Montpellier HSC       | Ligue 1               | 1           | 0           | -                     | -                     | C1                             | 1                              | 0                              | 2     | 0     |
| 2013-2014             | Montpellier HSC       | Ligue 1               | -           | -           | -                     | -                     | -                              | -                              | -                              | 0     | 0     |
| 2014-2015             | Montpellier HSC       | Ligue 1               | 6           | 0           | 1                     | 0                     | -                              | -                              | -                              | 7     | 0     |
| 2015-2016             | Montpellier HSC       | Ligue 1               | 29          | 0           | 2                     | 0                     | -                              | -                              | -                              | 31    | 0     |
| 2016-2017             | Montpellier HSC       | Ligue 1               | -           | -           | 1                     | 0                     | -                              | -                              | -                              | 1     | 0     |
| 2017-2018             | USL Dunkerque         | National              | 14          | 0           | 2                     | 0                     | -                              | -                              | -                              | 16    | 0     |
| Total sur la carrière | Total sur la carrière | Total sur la carrière | 50          | 0           | 6                     | 0                     | -                              | 1                              | 0                              | 57    | 0     |

## Palmarès
Jonathan Ligali remporte la coupe Gambardella en 2009 avec le Montpellier HSC.
Il est quatrième de la coupe du monde des moins de 20 ans en 2011 avec l'équipe de France des moins de 20 ans.